# Samuel Thomas von Sömmerring
Samuel Thomas von Sömmerring (Thorn, 28 januari 1755 – Frankfurt am Main, 2 maart 1830) was een Duits arts, anatoom, antropoloog, paleontoloog, en uitvinder. Hij is de ontdekker van de 'gele vlek' in het netvlies van het menselijke oog. Zijn onderzoekingen naar de hersenen en het zenuwstelsel, naar de gevoelsorganen, het embryo en zijn misvormingen, de structuur van de longen maakte van hem een van de belangrijkste Duitse anatomen.

## Biografie
Sömmerring werd geboren in de Pruisische stad Thorn (Toruń) als het negende kind van de arts Johann Thomas Sömmerring en domineesdochter Regine Geret. In 1774 voltooide hij zijn basisopleiding in Thorn. Aansluitend begon hij als 19-jarige aan een medicijnenstudie aan de universiteit van Göttingen. Ook bezocht hij Petrus Camper die lezingen hield aan de universiteit van Franeker.
Hij werd hoogleraar anatomie aan het Collegium Carolinum in Kassel en, vanaf 1784, aan de universiteit van Mainz. Daar was hij vijf jaar lang decaan van de geneeskundige faculteit. In 1795 opende Sömmerring een artsenpraktijk in Frankfurt.
Hij was een van de eerste leden van de Senckenbergische Naturforschende Gesellschaft en werd voorgedragen als raadsman. Hij ontving aanbiedingen om hoogleraar te worden aan de universiteiten van Jena en Sint-Petersburg, maar accepteerde in 1804 een uitnodiging van de Beierse Academie van Wetenschappen in München. In deze stad werd hij raadsman aan het gerechtshof. Door koning Maximiliaan I Jozef van Beieren werd hij in 1808 in de adelstand verheven. In 1810 werd hij er raadslid.
Vanwege het weer verliet Sömmerring in 1820 München en verhuisde hij terug naar Frankfurt am Main. Hij werd erelid van de Koninklijke Orde van de Welfen en in 1823 werd hij gekozen tot buitenlands lid van de Koninklijke Zweedse Academie van Wetenschappen. In 1830 overleed hij er en werd bijgezet op de Frankfurther hoofdbegraafplaats.
Een tijdgenoot, de Nederlandse vogelkundige Coenraad Jacob Temminck, heeft in 1830 een nieuw beschreven vogelsoort, de koperfazant (Syrmaticus soemmerringii) als eerbetoon naar Sömmerring genoemd.

## Werk

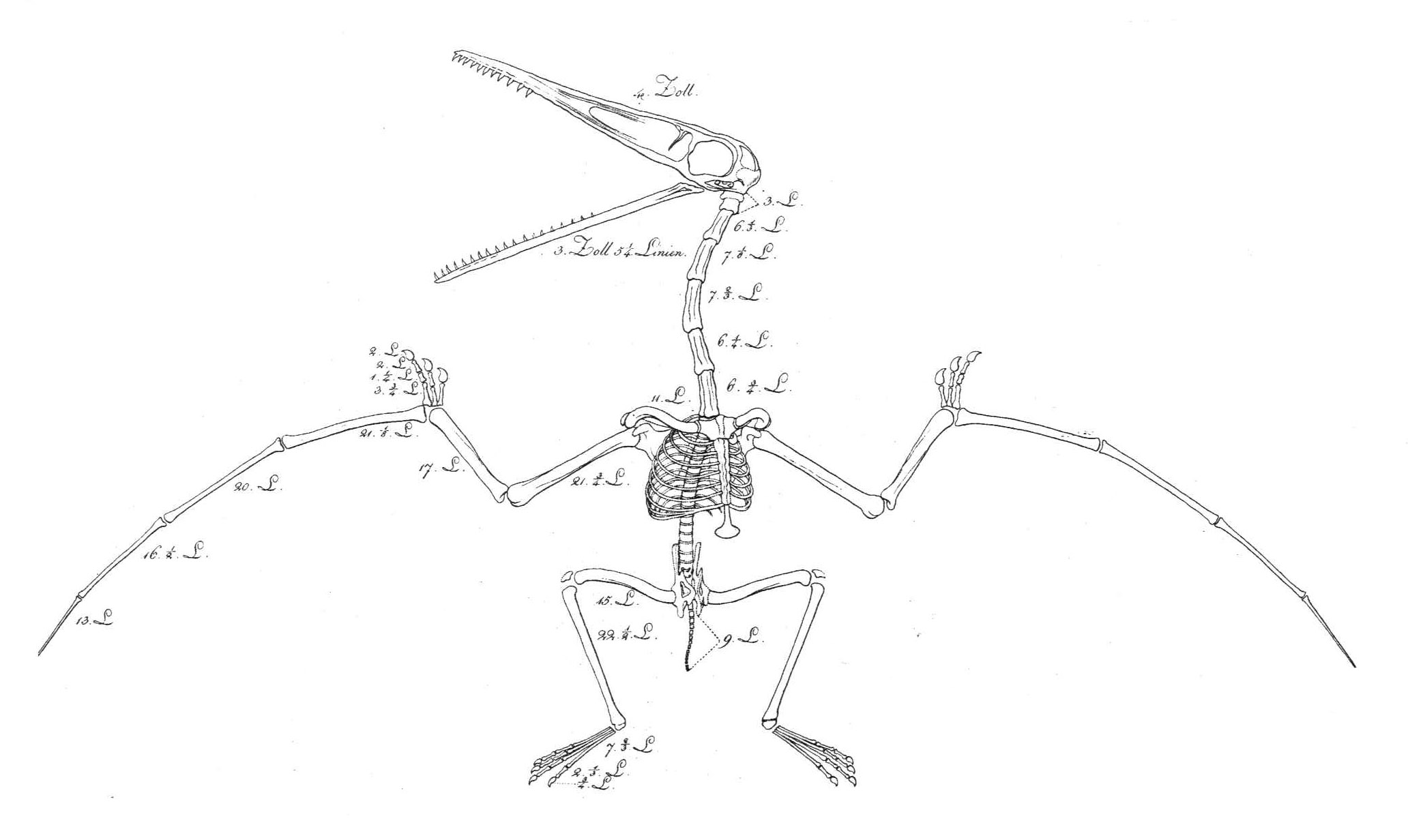
Von Sömmerrings foutieve reconstructie van de Pterodactylus.

Toen Sömmerring drieëntwintig jaar oud was beschreef hij als onderdeel van zijn doctoraalstudie de indeling van de twaalf hersenzenuwen – een studie die nog steeds geldig is. Hij publiceerde vele artikelen op het gebied van de geneeskunde, anatomie en neuronanatomie, alsmede paleontologie, astronomie, natuurkunde en filosofie. Naast andere dingen schreef hij over fossiele krokodillen en in 1812 beschreef hij de Ornithocephalus antiquus (tegenwoordig Pterodactylus).
Naast zijn medische werkzaamheden was Sömmerring ook een zeer creatieve uitvinder. Hij ontwierp een telescoop voor astronomische observaties en bouwde in 1809 de eerste elektrochemisch telegraaf, die gebaseerd was op een vroeger, minder betrouwbaar ontwerp uit 1804 van de Catalaanse wetenschapper Francisco Salvá i Campillo.
Sömmerrings telegraaf bestond uit 35 draden, een voor elke letter uit het (Duitse) alfabet en een voor elk cijfer. Aan de zendende zijde werd de elektriciteit aangebracht. Aan de ontvangende zijde waren de elektrodes ondergedompeld in glazen buisjes gevuld met verzuurd water. Op het moment dat het elektrische circuit werd gesloten ontstonden er waterstofbelletjes in de buisjes, corresponderend met de desbetreffende letter of cijfer.

## Werken

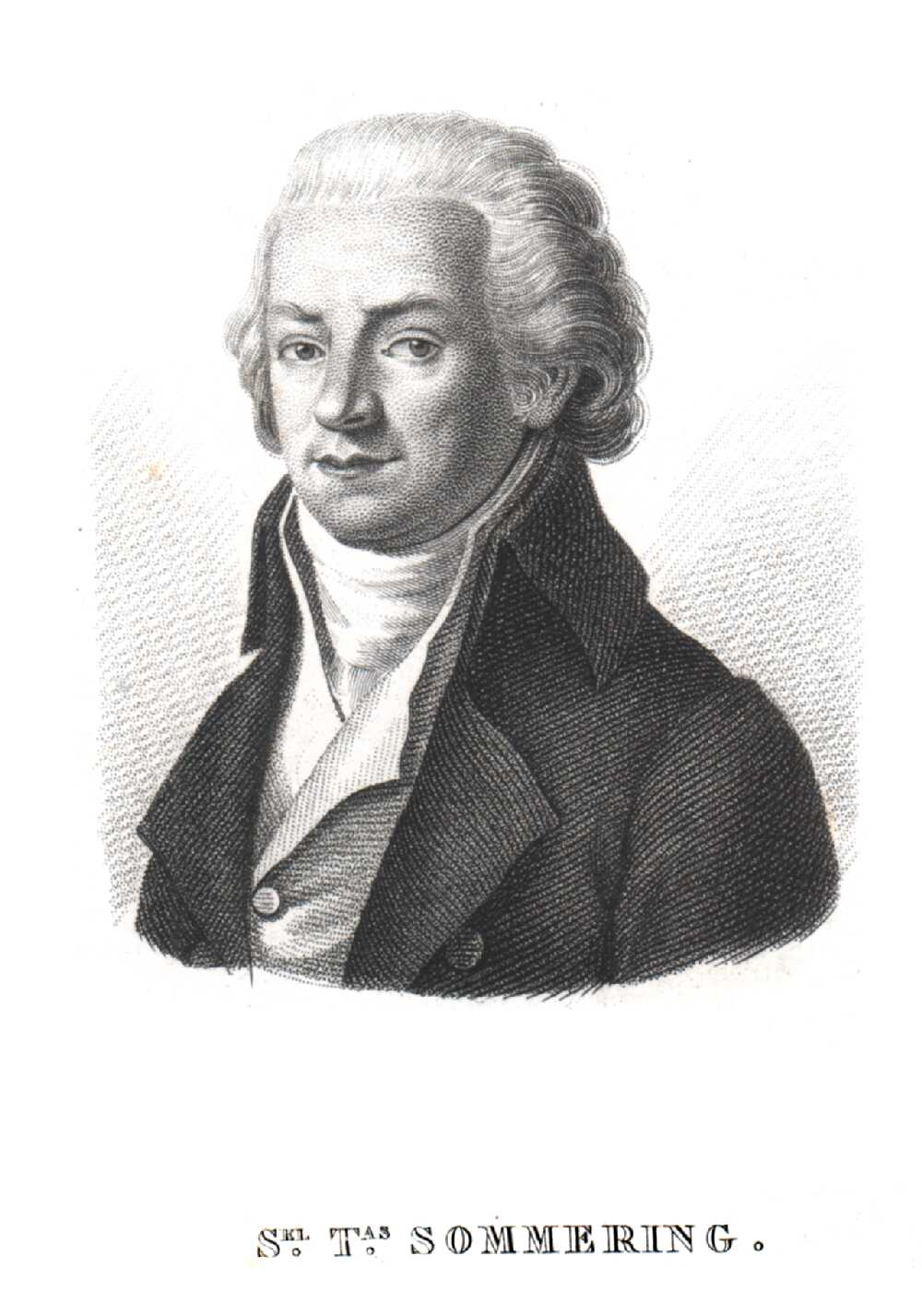
Samuel Thomas von Sömmerring, portret van Carl Wilhelm Bender.

- Über die körperliche Verschiedenheit des Mohren vom Europäer (Mainz, 1784)
- Vom Hirn- und Rückenmark (Mainz 1788, 2 uitg. 1792)
- Vom Bau des menschlichen Körpers (Frankfurt am Main, 1791-1796, 6 uitg.; 2 uitg. in 1800; verdere uitg. in 8 banden von Bischoff, Henle u. a., Leipzig 1839-1845)
- De corporis humani fabrica (Frankfurt am Main, 1794-1801, 6 Bde.)
- De morbis vasorum absorbentium corporis humani (Frankfurt am Main, 1795)
- Über das Organ der Seele (Königsberg, 1796, met een bijdrage van Immanuel Kant)
- Tabula sceleti feminini (Frankfurt am Main, 1798)
- Icones embryonum humanorum (Frankfurt am Main, 1799)
- Abbildungen des menschlichen Auges (Frankfurt am Main, 1801)
- Abbildungen des menschlichen Hörorgans (Frankfurt am Main, 1806)
- Abbildungen des menschlichen Organs des Geschmacks und der Stimme (Frankfurt am Main, 1806)
- Abbildungen der menschlichen Organe des Geruchs (1809)

Sömmerrings briefwisseling met Johann Georg Adam Forster werd door von Hettner gepubliceerd (Braunschweig, 1878).